# Vague
vague（ヴェイグ）は、日本の男女二人組ユニットである。
ユニット名vagueには英語で『あいまいな』という意味、フランス語で『波』という意味を持つ。

## メンバー
- shie（しえ、女性、1984年10月22日生、血液型B型 - ）Vocal
- Yu（ゆう、男性、1979年1月12日生、血液型O型 - ）Compose

## 略歴
2003年8月15日、Music Bird 全国コミュニティFM放送 共同企画平和祈念終戦特別放送のテーマソングとして『Power of Love』が起用され、2003年9月1日、シングル『Power of Love』を発売、インディーズとしてデビューする。
その後、代々木公園、渋谷、吉祥寺、新宿、池袋、横浜、川崎、戸田公園駅など、関東地域での幅広い路上ライブや、ライブハウスでの活動を精力的に行っている。
他に、舞台への楽曲提供、TV出演、2007年1月には映画あなたを忘れないプレミアムビッグコンサートに参加し、日本武道館でのライブも行った。
2009年4月から6月までの間、『Search for the Answer』が、TBSテレビ夢の扉 〜NEXT DOOR〜のイメージソングに起用された。
2009年8月19日、ポニーキャニオンから、アルバム『あなたにずっと見ててほしくて』にてメジャーデビュー。
2015年9月から開演した舞台「武士白虎〜もののふ白き虎〜」において、主題歌『憧れの背中』と挿入歌『月』（※『月』はvague&飯田舞での楽曲）が起用された。

## ディスコグラフィ

### アルバム
- あなたにずっと見ててほしくて品番：PCCA.02989(2009年8月19日発売)
  1. Search for the Answer
  2. 東京
  3. 心
  4. 愛してるなんて
  5. ラブレター
  6. 最低の僕、最高の僕
  7. 冬の夜空

M-1 Search for the Answer:TBSテレビ 夢の扉 〜NEXT DOOR〜 イメージソング

### インディーズ時代の作品

#### シングル
- Power of Love（2003年9月1日発売）
  1. Power of Love
  2. 蝶々結び
  3. ヨワムシ
  4. Power of Love（Acoustic Version）

M-1 Power of Love：Music Bird 全国コミュニティFM放送 共同企画平和祈念終戦特別放送 テーマソング
- 光と影（2004年4月29日発売）
  1. 光と影
  2. 月がキレイ
  3. ななつの恋
  4. 東京
  5. 光と影（piano version）

M-1 光と影：劇団AND ENDLESS 舞台「DECADANCE I・II」主題歌
M-2 月がキレイ：劇団AND ENDLESS舞台「DECADANCE I・II」挿入歌
M-3 ななつの恋：スカイパーフェクTV「グラビアの美少女」 エンディングテーマ

#### アルバム
- 何色（2005年2月8日発売）
  1. 何色
  2. 大切なもの
  3. グラス
  4. 心
  5. 一番素敵な偶然
  6. Laundry
  7. NEXT
  8. ハリネズミ
  9. 泣くな
  10. 花
  11. 命
  12. Happy birthday

M-2 大切なもの：劇団AND ENDLESS 舞台「FANTASISTA」挿入歌
M-6 Laundry：東京国際ファンタスティック映画祭 600sec笑い部門グランプリ作品「ロボ子のやり方」 主題歌
M-10 花：劇団AND ENDLESS 舞台「西遊記」挿入歌
- 春夏冬（2006年5月2日発売）
  1. 桜の下
  2. ラブレター
  3. 夏の虫
  4. ひまわり
  5. 飛行機雲
  6. 春夏冬
  7. 強い恋
  8. ラズベリー☆
  9. サーキット
  10. これが運命ならいいな
  11. 雪だるま
  12. liar
  13. 最低の僕、最高の僕
  14. 宝物

M-3 夏の虫：映画「あなたを忘れない」 挿入歌
M-5 飛行機雲：舞台「飛行機雲」 挿入歌
M-6 春夏冬：劇団AND ENDLESS 舞台「美しの水」挿入歌
M-7 強い恋：劇団AND ENDLESS 舞台「美しの水」挿入歌
M-13 最低の僕、最高の僕：映画「不良少年の夢」 応援歌
- 愛逢傘（2008年5月18日発売）
  1. ゴメンネ
  2. 雨降る帰り道
  3. 夏の記憶
  4. 愛逢傘
  5. ココナッツミルク
  6. 明日は笑えるように
  7. 雨のち晴れ
  8. switch
  9. ワケありBBQ
  10. HOME
  11. 優しく美しく
  12. 冬の夜空
  13. 今日のサヨナラの意味は

M-7 雨のち晴れ：劇団AND ENDLESS 舞台「THE CRUSING GENTLEMEN」主題歌
M-8 switch：月刊「Gファンタジー」連載中の「switch」舞台 主題歌

### 参加作品
- スター★ヒットパレード 『昭和の名曲アレンジベスト盤』（2006年3月22日）

テレビ東京のぶちぬきに出演し、グランドチャンピオンを獲得したアーティスト5組によるオムニバスアルバム。
vagueは最優秀アレンジソング大賞を受賞した。
M-3に『少年時代（R&Bアレンジ）』が収録。
- あなたを忘れない Original Sound Track（2007年1月24日）

映画「あなたを忘れない」で挿入歌として『虹』が起用される。
M-9に『虹』が収録。

### 未発表曲
- Feel your Love
- moonlight
- 冬のあと
- Promise
- 私は歌う
- sada
- ヒトシズク
- ララキララ
- 誰そ彼
- Another world
- ふるさと
- HAPPY MERRY X'mas
- close my eyes
- 恋愛シミュレーション
- Magic☆
- 大好き
- Good morning
- 憧れの背中